# Ruslan Salej
Ruslan Al'bertavič Salej (in bielorusso Руслан Альбертавiч Салей?; traslitterazione anglosassone Ruslan Salei; Minsk, 2 novembre 1974 – Jaroslavl', 7 settembre 2011) è stato un hockeista su ghiaccio bielorusso, scomparso nell'incidente aereo che ha coinvolto la formazione della Kontinental Hockey League della Lokomotiv Jaroslavl'.

## Carriera

### Club
È cresciuto sportivamente nell'HK Dinamo Minsk (squadra bielorussa che disputava sia l'Extraliga che il Campionato di hockey su ghiaccio della Comunità degli Stati Indipendenti), nella cui prima squadra fece l'esordio nel 1992. La squadra cambiò denominazione nel 1993, quando fu ribattezzata Tiwali Minsk, e con questa denominazione vinse i primi tre titoli bielorussi (1993, 1994 e 1995), con Salej in squadra.
Salej si trasferì nel 1995 ai Las Vegas Thunder, in IHL. Fu poi scelto nel Draft 1996 al primo giro (9º assoluto) dagli allora Mighty Ducks of Anaheim.
Già dalla prima stagione raccolse più presenze in NHL (30) che nei farm team che disputavano le serie minori, e dal 1997-1998 divenne titolare. Rimase ad Anaheim fino al termine della stagione 2005-2006, con l'eccezione della stagione del lock-out, giocata in Russia con l'Ak Bars Kazan'. Nelle nove stagioni coi Mighty Ducks raggiunse una finale di Stanley Cup (2002-03), persa contro i New Jersey Devils.
Il contratto non gli fu rinnovato, e Salej firmò con i Florida Panthers un contratto quadriennale da circa 3 milioni di dollari a stagione; proprio nel suo primo anno in Florida disputò quella che è stata la sua miglior stagione in termini di punti segnati: 32.
Il 26 febbraio 2008 i Panthers lo cedettero ai Colorado Avalanche in cambio di Kārlis Skrastiņš e della terza scelta al successivo draft.

### Nazionale
Fece stabilmente parte della nazionale della Bielorussia fin dal 1994. A livello di competizioni ufficiali, ha vestito la maglia del suo paese in due edizioni del mondiale di gruppo C1 (1994 e 1995, quest'ultimo vinto con conseguente promozione in gruppo B), ad uno di I divisione (2004, vinto) ed a cinque d'èlite (1998, 2000, 2001, 2008 e 2009), oltre che in due edizioni dei Giochi olimpici invernali (Nagano 1998 e Salt Lake City 2002)

## Statistiche
Statistiche aggiornate a luglio 2011.

### Club
| Stagione  | Squadra                 | Stagione regolare | Stagione regolare | Stagione regolare | Stagione regolare | Stagione regolare | Stagione regolare | Playoff | Playoff | Playoff | Playoff | Playoff |
| Stagione  | Squadra                 | Lega              | P                 | G                 | A                 | Pt                | PIM               | P       | G       | A       | Pt      | PIM     |
| --------- | ----------------------- | ----------------- | ----------------- | ----------------- | ----------------- | ----------------- | ----------------- | ------- | ------- | ------- | ------- | ------- |
| 1992-1993 | Dynamo Minsk            | RSL               | 9                 | 1                 | 0                 | 1                 | 10                |         |         |         |         |         |
| 1993-1994 | Tivali Minsk            | RSL               | 39                | 2                 | 3                 | 5                 | 50                |         |         |         |         |         |
| 1994-1995 | Tivali Minsk            | RSL               | 51                | 4                 | 2                 | 6                 | 44                |         |         |         |         |         |
| 1995-1996 | Las Vegas Thunder       | IHL               | 76                | 7                 | 23                | 30                | 123               | 15      | 3       | 7       | 10      | 18      |
| 1996-1997 | Anaheim Ducks           | NHL               | 30                | 0                 | 1                 | 1                 | 37                |         |         |         |         |         |
|           | Baltimore Bandits       | AHL               | 12                | 1                 | 4                 | 5                 | 12                |         |         |         |         |         |
|           | Las Vegas Thunder       | IHL               | 8                 | 0                 | 2                 | 2                 | 24                | 3       | 2       | 1       | 3       | 6       |
| 1997-1998 | Anaheim Ducks           | NHL               | 66                | 5                 | 10                | 15                | 70                |         |         |         |         |         |
|           | Cincinnati Mighty Ducks | AHL               | 6                 | 3                 | 6                 | 9                 | 14                |         |         |         |         |         |
| 1998-1999 | Anaheim Ducks           | NHL               | 74                | 2                 | 14                | 16                | 65                | 3       | 0       | 0       | 0       | 4       |
| 1999-2000 | Anaheim Ducks           | NHL               | 71                | 5                 | 5                 | 10                | 94                |         |         |         |         |         |
| 2000-2001 | Anaheim Ducks           | NHL               | 50                | 1                 | 5                 | 6                 | 70                |         |         |         |         |         |
| 2001-2002 | Anaheim Ducks           | NHL               | 82                | 4                 | 7                 | 11                | 97                |         |         |         |         |         |
| 2002-2003 | Anaheim Ducks           | NHL               | 61                | 4                 | 8                 | 12                | 78                | 21      | 2       | 3       | 5       | 26      |
| 2003-2004 | Anaheim Ducks           | NHL               | 82                | 4                 | 11                | 15                | 110               |         |         |         |         |         |
| 2004-2005 | Ak Bars Kazan           | RSL               | 35                | 8                 | 12                | 20                | 36                | 3       | 0       | 0       | 0       | 2       |
| 2005-2006 | Anaheim Ducks           | NHL               | 78                | 1                 | 18                | 19                | 114               | 16      | 3       | 2       | 5       | 18      |
| 2006-2007 | Florida Panthers        | NHL               | 82                | 6                 | 26                | 32                | 102               |         |         |         |         |         |
| 2007-2008 | Florida Panthers        | NHL               | 65                | 3                 | 20                | 23                | 75                |         |         |         |         |         |
|           | Colorado Avalanche      | NHL               | 16                | 3                 | 4                 | 7                 | 23                | 10      | 1       | 4       | 5       | 4       |
| 2008-2009 | Colorado Avalanche      | NHL               | 70                | 4                 | 17                | 21                | 72                |         |         |         |         |         |
| 2009-2010 | Colorado Avalanche      | NHL               | 14                | 1                 | 5                 | 6                 | 10                | 1       | 0       | 0       | 0       | 0       |
| 2010-2011 | Detroit Red Wings       | NHL               | 75                | 2                 | 8                 | 10                | 48                | 11      | 1       | 0       | 1       | 0       |

### Nazionale
| Stagione  | Livello    | Risultati    | Risultati | Risultati | Risultati | Risultati | Risultati |
| Stagione  | Livello    | Competizione | P         | G         | A         | Pt        | PIM       |
| --------- | ---------- | ------------ | --------- | --------- | --------- | --------- | --------- |
| 1993-1994 | Belarus    | WC C         | 6         | 1         | 2         | 3         | 10        |
| 1994-1995 | Belarus    | WC C         | 4         | 0         | 1         | 1         | 4         |
| 1997-1998 | Belarus OG | OG           | 7         | 1         | 0         | 1         | 4         |
|           | Belarus    | WC           | 2         | 1         | 0         | 1         | 8         |
| 1999-2000 | Belarus    | WC           | 6         | 0         | 1         | 1         | 6         |
| 2000-2001 | Belarus    | WC           | 6         | 0         | 1         | 1         | 31        |
| 2001-2002 | Belarus OG | OG           | 6         | 2         | 1         | 3         | 4         |
| 2003-2004 | Belarus    | WC D1        | 5         | 3         | 4         | 7         | 2         |
| 2007-2008 | Belarus    | WC           | 5         | 0         | 2         | 2         | 6         |
| 2008-2009 | Belarus    | WC           | 6         | 2         | 3         | 5         | 6         |
| 2009-2010 | Belarus OG | OG           | 4         | 1         | 0         | 1         | 0         |
|           | Belarus    | WC           | 6         | 1         | 1         | 2         | 8         |

## Palmarès

### Nazionale
- Campionato mondiale D1: 1

 Bielorussia: 2004

### Individuale
- Giocatore bielorusso dell'anno: 2

2002-03, 2003-04
- Campionato mondiale D1: 1

2004 Maggior numero di punti per un difensore (7)
- Campionato mondiale: 1

2010 Top 3 giocatori della squadra